# České století
České století je český devítidílný televizní seriál pojednávající o pozadí významných dějinných událostí od zahájení první světové války až po vznik samostatné České republiky. Podle tvůrců nejde o čistý dokumentární seriál, ale spíš o filmovou sérii „rozkrývající tabu klíčových událostí našich moderních dějin“. Seriál totiž zejména studuje psychologii a duševní pohnutky jednotlivých aktérů historických událostí v okamžicích, kdy tyto osobnosti „měly nůž na krku“ a byly si vědomy, že svým rozhodnutím ovlivní nejen své blízké, ale celý národ na mnoho let dopředu. Autoři záměrně nehodnotí, zda se dotyční z historického pohledu zachovali správně nebo špatně.

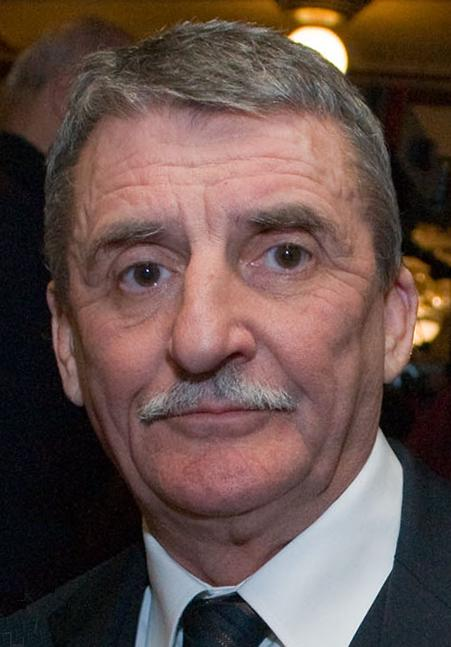
Martin Huba - představitel T.G. Masaryka

Legendární postavy jsou jenom lidé, co se potí, spekulují, žijí paradoxy, chodí na záchod a žvaní o banalitách, sami zmatení z toho, kam je dějiny předsunuly, a řídí se jediným možným principem, kterým je 'mravní zákon ve mně', jakkoliv špatně a sobecky nakonec třeba jednají.
tvůrci seriálu

## Herecké obsazení
| Martin Huba                  | prof. Tomáš Garrigue Masaryk, první prezident Republiky československé                                         |
| Daniela Kolářová             | Charlotta Garrigue-Masaryková, jeho žena                                                                       |
| Jiří Bábek                   | Jan Masaryk, jejich syn                                                                                        |
| Ivana Uhlířová               | Olga Masaryková, jejich dcera                                                                                  |
| Martin Finger a Jan Novotný  | dr. Edvard Beneš, ministr zahraničí a druhý prezident Republiky československé                                 |
| Monika Fingerová             | Hana Benešová, jeho manželka                                                                                   |
| Jaromír Janeček              | poslanec za ČSP Jan Herben, člen Maffie                                                                        |
| Jan Grygar                   | Přemysl Šámal, hradní kancléř prezidenta Masaryka                                                              |
| Mário Kubec                  | Karel Kramář, předseda vlády ČSR                                                                               |
| Igor Bareš                   | rakouský místodržící František Thun                                                                            |
| Pavel Rímský                 | britský politik a diplomat Robert Cecil                                                                        |
| Miroslav Donutil             | David Lloyd George, premiér Spojeného království                                                               |
| Ivo Novák                    | britský novinář a historik Henry Wickham Steed                                                                 |
| Jaromír Nosek                | britský publicista a historik Robert William Seton-Watson                                                      |
| Radim Novák                  | Jaromír Smutný, hradní kancléř prezidentů Beneše a Gottwalda                                                   |
| Daniel Landa                 | plukovník Emanuel Moravec, člen Výboru na obranu republiky                                                     |
| Karel Dobrý                  | armádní generál Lev Prchala, velitel 4. armády                                                                 |
| Luboš Veselý                 | armádní generál Vojtěch Luža, zemský vojenský velitel v Brně                                                   |
| Miloslav Mejzlík             | armádní generál Ludvík Krejčí, hlavní velitel branné moci                                                      |
| Pavel Batěk                  | brigádní generál Karel Paleček, zakladatel československých výsadkových jednotek                               |
| David Suchařípa              | divizní generál Silvestr Bláha, přednosta Vojenské kanceláře prezidenta republiky                              |
| Miro Grisa                   | divizní generál Karel Husárek, náčelník Ředitelství opevňovacích prací                                         |
| Martin Stránský              | armádní generál Sergej Vojcechovský, člen Obrany národa                                                        |
| Robert Jašków                | armádní generál Jan Syrový, předseda vlády ČSR a ministr obrany                                                |
| Ivan Trojan                  | podplukovník František Moravec                                                                                 |
| Aleš Procházka               | armádní generál Sergěj Ingr, exilový ministr národní obrany                                                    |
| Michal Dlouhý                | plukovník Emil Strankmüller, přednosta zpravodajství hlavního štábu armády                                     |
| Andreas Kaulfuss             | poslanec za sudetoněmeckou sociální demokracii Eugen de Witte                                                  |
| Hartmut Krug                 | předseda sudetoněmecké sociální demokracie Wenzel Jaksch                                                       |
| Richard Syms                 | britský premiér Winston Churchill                                                                              |
| Marian Roden                 | státní tajemník MZV Hubert Ripka                                                                               |
| Jiří Vyorálek                | poslanec za KSČ Klement Gottwald, předseda vlády a prezident ČSR                                               |
| Rita Jasinská                | Marta Gottwaldová, jeho žena                                                                                   |
| Radek Holub                  | armádní generál Alexej Čepička, ministr národní obrany a zeť K. Gottwalda                                      |
| Jaromír Dulava               | poslanec za KSČ Antonín Zápotocký, předseda vlády a prezident ČSR                                              |
| David Novotný                | poslanec za KSČ Rudolf Slánský, generální tajemník ÚV KSČ                                                      |
| Jan Budař                    | Václav Kopecký, ministr informací                                                                              |
| Jiří Štrébl                  | Václav Nosek, ministr vnitra                                                                                   |
| Jiří Havel                   | předseda ČSL Jan Šrámek, náměstek předsedy vlády ČSR                                                           |
| Jiří Čapka                   | poslanec za ČSL Adolf Procházka, ministr zdravotnictví                                                         |
| Miroslav Babuský             | Jan Jína, přednosta politického odboru KPR za E. Beneše                                                        |
| Vilém Udatný                 | poslanec za ČSL Ivo Ducháček                                                                                   |
| Martin Veliký                | poslanec za KSČ Július Ďuriš, ministr zemědělství                                                              |
| Václav Knop                  | poslanec za ČSNS Jaroslav Stránský, ministr školství                                                           |
| Matěj Dadák                  | poslanec za ČSNS Prokop Drtina, ministr spravedlnosti                                                          |
| Hanuš Bor                    | poslanec za ČSNS Petr Zenkl, místopředseda vlády a primátor Prahy                                              |
| Peter Varga                  | poslanec za ČSNS Julius Firt                                                                                   |
| Karel Zima                   | předseda ČSSD Bohumil Laušman, ministr průmyslu a náměstek předsedy vlády                                      |
| Matúš Bukovčan               | poslanec za DS Štefan Kočvara, náměstek předsedy vlády                                                         |
| Tomáš Kraucher               | poslanec za ČSNS Vladimír Krajina, člen vedení Univerzity Karlovy                                              |
| Jan Holík                    | poslanec za ČSL František Hála, ministr pošt                                                                   |
| Petra Jungmanová             | poslankyně za ČSNS Milada Horáková, předsedkyně Rady československých žen                                      |
| Vladimír Koval               | Valerian Alexandrovič Zorin, náměstek MZV SSSR                                                                 |
| Zdeněk Bureš                 | Antonín Novotný, první tajemník ÚV KSČ a prezident ČSSR                                                        |
| Andrej Bestchastny           | Anastas Mikojan, člen Státního výboru SSSR pro obnovu hospodářství osvobozených oblastí                        |
| Emil Horváth                 | armádní generál Ludvík Svoboda, prezident ČSSR                                                                 |
| Ján Gallovič a Alois Švehlík | Alexander Dubček, první tajemník ÚV KSČ                                                                        |
| Peter Marcin                 | Vasil Biľak, člen ÚV KSS                                                                                       |
| Oleksandr Ignatuša           | Leonid Iljič Brežněv, první tajemník ÚV KSSS                                                                   |
| Alexander Podolkhov          | Alexej Kosygin, předseda Rady ministrů Sovětského svazu, tj. vlády SSSR a člen sovětských poradců za Gottwalda |
| Ján Greššo                   | Gustáv Husák, místopředseda vlády ČSSR, později prezident ČSSR                                                 |
| Jiří Zapletal ml.            | Josef Smrkovský, předseda Národního shromáždění ČSSR                                                           |
| Jan Vondráček                | Oldřich Černík, předseda vlády ČSSR                                                                            |
| Zdeněk Černín                | František Kriegel, člen předsednictva ÚV KSČ                                                                   |
| Petr Halberstadt             | Zdeněk Mlynář, tajemník ÚV KSČ                                                                                 |
| Marek Daniel                 | dramatik Václav Havel, prezident ČSFR                                                                          |
| Tereza Hofová                | Olga Havlová, jeho žena                                                                                        |
| David Matásek                | spisovatel Pavel Kohout                                                                                        |
| Jan Hájek                    | básník Ivan Martin Jirous                                                                                      |
| František Němec              | Jan Patočka, filosof, fenomenolog                                                                              |
| Petr Vacek                   | František Šmejkal, historik umění, signatář Charty 77                                                          |
| Martin Myšička               | Jiří Němec, filosof, signatář Charty 77                                                                        |
| Miroslav Táborský            | Jiří Hájek, diplomat, pozdější mluvčí Charty 77                                                                |
| Michal Pavlata               | Václav Černý, literární vědec, signatář Charty 77                                                              |
| Petr Batěk                   | Petr Uhl, novinář, signatář Charty 77                                                                          |
| Jiří Lábus                   | Ladislav Adamec, předseda vlády ČSSR                                                                           |
| Roman Luknár                 | Marián Čalfa, předseda vlády ČSSR                                                                              |
| Oldřich Kaiser               | Oskar Krejčí, poradce předsedy vlády                                                                           |
| Václav Jiráček               | Václav Malý, disident, kněz                                                                                    |
| Jan Krafta                   | Vladimír Hanzel, tajemník Václava Havla                                                                        |
| Jan Sklenář                  | Alexandr Vondra, disident, signatář Charty 77                                                                  |
| Miroslav Hanuš               | Petr Pithart, signatář Charty 77, premiér vlády ČR v rámci federace                                            |
| Daniel Rous                  | Jiří Křižan, scenárista, spoluautor petice Několik vět                                                         |
| Matej Landl                  | Ján Čarnogurský, disident, pozdější místopředseda federální vlády                                              |
| Martin Janouš                | poslanec za ODS Jan Stráský, poslední předseda vlády ČSFR                                                      |
| Martin Dejdar                | poslanec za ODS Miroslav Macek, místopředseda vlády ČSFR                                                       |
| Jaroslav Plesl               | poslanec za ODS Václav Klaus, předseda vlády ČR                                                                |
| Marek Ťapák                  | poslanec za HZDS Vladimír Mečiar, předseda vlády SR                                                            |
| Bohumil Klepl                | Tomáš Ježek, ekonom, jeden z tvůrců kupónové privatizace                                                       |
| Petr Pelzer                  | Pavel Tigrid, novinář, emigrant, po 1989 poradce prezidenta Václava Havla                                      |

## Seznam epizod
| Pořadí | Název                      | Rok děje | Premiéra na ČT1    | Sledovanost (v mil.) |
| --- | -------------------------- | -------- | ------------------ | -------------------- |
| 1 | Veliké bourání             | 1918     | 27. října 2013     | 0,630                |
| Díl zasazený do období 1. světové války se věnuje cestě T. G. Masaryka do exilu a jeho snaze přesvědčit francouzské a britské politiky o uznání nezávislosti Československa jako jednoho z cílů války proti Trojspolku. |                            |          |                    |                      |
| 2 | Den po Mnichovu            | 1938     | 3. listopadu 2013  | 0,752                |
| Díl zasazený do období mezi 21. zářím a 5. říjnem 1938 se věnuje konfliktu mezi E. Benešem a představiteli armády (především E. Moravcem) v době tzv. Vlády obrany republiky a všeobecné mobilizace a končí demisí prezidenta po odstoupení pohraničí v souladu s Mnichovskou dohodou. |                            |          |                    |                      |
| 3 | Kulka pro Heydricha        | 1941     | 10. listopadu 2013 | 0,686                |
| Díl věnovaný dvěma hlavním problémům, které řešil československý exil v Londýně: vztah Čechů a Němců (představovaný konfliktem mezi E. Benešem a W. Jakschem o podobu česko-německého soužití v poválečném Československu) a propojení zahraničního a domácího odboje (hlavní osobou je zde generál F. Moravec, který nakonec rozhodne o operaci Anthropoid). Závěr je pak věnován Benešově řeči z února 1945, ve které nastiňuje plán odsunu. |                            |          |                    |                      |
| 4 | Všechnu moc lidu Stalinovi | 1948     | 17. listopadu 2013 | 0,534                |
| Díl zasazený do období mezi 17. únorem a 25. únorem 1948 (období označované jako Únor 1948), tedy mezi demisí nekomunistických ministrů podanou premiérovi Gottwaldovi a Benešovo přijetí Gottwaldova návrhu řešení polit. krize pod nátlakem ulice a ovládnutí země Gottwaldem a Komunistickou stranou. Díl jasně ukazuje slabost demokratických sil, která má kořeny již v samotném ustanovení Národní fronty, která ostrakizuje a v důsledku zakazuje opozici. V takové situaci stačí, aby jedna strana měla klíčová ministerstva, či na ně dosadila loajální lidi a ovládne celý stát. |                            |          |                    |                      |
| 5 | Zabíjení soudruha          | 1951     | 24. listopadu 2013 | 0,663                |
| Díl zasazený do období mezi 27. červnem 1950 (poprava Milady Horákové) a 5. prosincem 1952 (poprava Rudolfa Slánského). Popisuje atmosféru strachu, která zasáhla nejen politickou opozici, ale i samotné členy nejvyšší vedení KSČ, kde nikdo nedůvěřuje nikomu. Absolutní moc mají jen složky StB a sovětští poradci, zastupující všemocného Stalina. Ve svém důsledku tak stranu a stát neřídí K. Gottwald, ale sovětští poradci, StB a členové strany nejvíce napojeni na ÚV KSSS (A. Čepička, V. Kopecký). Zlomený Gottwald nechává popravit Slánského a končí jako bezmocná lidská troska. |                            |          |                    |                      |
| 6 | Musíme se dohodnout        | 1968     | 16. listopadu 2014 | 0,350                |
| Díl zasazený do období mezi 20. srpnem a 26. srpnem 1968, tedy období mezi okupací Československa vojsky Varšavské smlouvy a podpisem Moskevského protokolu téměř všemi členy unesené československé delegace v čele s tehdejším prvním tajemníkem ÚV KSČ Alexandrem Dubčekem a prezidentem Ludvíkem Svobodou, s jednou výjimkou v osobě Františka Kriegela. Díl popisuje proměnu postoje hlavních aktérů (Svoboda, Dubček) a vítězství oportunistických (Husák) a konzervativních (Biľak, Indra) sil ve straně. |                            |          |                    |                      |
| 7 | Je to jen rokenrol         | 1976     | 23. listopadu 2014 | 0,389                |
| Díl zasazený do období od ledna do prosince roku 1976 se věnuje angažovanosti tehdejšího dramatika Václava Havla ve prospěch Ivana "Magora" Jirouse a skupiny Plastic People při jejich konfliktu se státní mocí. Podpora zatčených jak ze strany veřejnosti, tak i významných osobností (politik Kriegel, filosof Němec) inspirovalo Václava Havla a Pavla Kohouta k sepsání manifestu, který by upozornil na nedodržování lidských práv v ČSSR, přestože se k tomu československá delegace zavázala podpisem na Helsinské deklaraci v r. 1975. Manifest pak dostal název Charta 77. |                            |          |                    |                      |
| 8 | Poslední hurá              | 1989     | 30. listopadu 2014 | 0,404                |
| Díl zasazený do období od 21. listopadu (první oficiální schůzka zástupců OF s federálním premiérem L. Adamcem) do 16. prosince 1989 (první oficiální televizní projev V. Havla) líčí jednání OF s představiteli federální vlády: nejprve neúspěšná s L. Adamcem, která vyvrcholila jeho veřejnou rezignací na funkci, a později s pragmatickým M. Čalfou. Popsány jsou i neveřejné dohody Čalfa-Havel a Havel-Dubček o řešení česko-slovenské otázky obsazování vysokých ústavních funkcí (premiér a předseda FS Slováci, prezident Čech) protlačením přes původní, prakticky neschopné Federální shromáždění, a to včetně úmluvy, že po volbách v roce 1990 Havel přepustí funkci prezidenta právě Dubčekovi. |                            |          |                    |                      |
| 9 | Ať si jdou                 | 1992     | 7. prosince 2014   | 0,366                |
| Díl zasazený do období od 20. listopadu 1989 do 26. srpna 1992 se věnuje rozdílnému pohledu v české a slovenské části federace na porevoluční vývoj i rozdílným politickým tématům, která dominovala v jednotlivých republikách – kupónová privatizace v ČR a nezávislost v SR. |                            |          |                    |                      |

## Recenze
- Spooner, TVZone.cz 27. října 2013

## Komiks
Podle scénářů Pavla Kosatíka vznikla také komiksová řada Češi. Každý díl výtvarně zpracoval jiný autor.
- Češi 1918 – Jak Masaryk vymyslel Československo – Nakladatelství Mladá fronta, Praha 2013, ISBN 978-80-204-3158-5
- Češi 1952 – Jak Gottwald zavraždil Slánského – Nakladatelství Mladá fronta, Praha 2014, ISBN 978-80-204-2913-1
- Češi 1942 – Jak v Londýně vymysleli atentát na Heydricha – Nakladatelství Mladá fronta, Praha 2014, ISBN 978-80-204-3389-3
- Češi 1992 – Jak Mečiar s Klausem rozdělili stát – Nakladatelství Mladá fronta, Praha 2014, ISBN 978-80-204-3500-2
- Češi 1989 – Jak se stal Havel prezidentem – Nakladatelství Mladá fronta, Praha 2015, ISBN 978-80-204-3623-8
- Češi 1968 – Jak Dubček v Moskvě kapituloval – Mladá fronta, 2016, ISBN 978-80-204-3696-2
- Češi 1948 – Jak se KSČ chopila moci – Mladá fronta/Čská televize, 2016, ISBN  978-80-204-3728-0
- Češi 1977 – Jak z rok'n'rollu vznikla Charta – Mladá fronta/Česká televize 2016, ISBN  978-80-204-3390-9
- Češi 1938 – Jak Beneš ustoupil Hitlerovi – Mladá fronta/Česká televize 2016, ISBN  978-80-204-3388-6